# Арабатська затока
Араба́тська зато́ка (крим. Arabat körfezi) — затока Азовського моря між північним берегом Керченського півострова та Арабатською стрілкою.
Глибина Арабатської затоки 8—9 м.
Довжина 22 км, ширина між мисом Казантип та Арабатською стрілкою 40 км.
У Арабатській затоці розташована рибальська пристань Кам'янське.